# سباق طواف فرنسا 1904
سباق طواف فرنسا 1904 من سلسلة سباقات سباق طواف فرنسا. أقيم هذا السباق في تاريخ 2-24 يوليو 1904 على 6 مراحل. بعد مرور 96 ساعة و05 دقيقة و55 ثانية وبعد طي 2428 كم بمتوسط 25.265 كم في الساعة فاز بالميدالية الذهبية هنري كورنت من فرنسا، فيما حصد جان باتيست دورتيناك من فرنسا الميدالية الفضية، وكانت الميدالية البرونزية من نصيب ألويس كاتو من بلجيكا.

## الميداليات
| ذهب                | فضة                         | برونز               |
| هنري كورنت - فرنسا | جان باتيست دورتيناك - فرنسا | ألويس كاتو - بلجيكا |